# Prose de village
 (août 2024).
La mise en forme du texte ne suit pas les recommandations de Wikipédia : il faut le « wikifier ».
Les points d'amélioration suivants sont les cas les plus fréquents :
- Les titres sont pré-formatés par le logiciel. Ils ne sont ni en capitales, ni en gras.
- Le texte ne doit pas être écrit en capitales (les noms de famille non plus), ni en gras, ni en italique, ni en « petit »…
- Le gras n'est utilisé que pour surligner le titre de l'article dans l'introduction, une seule fois.
- L'italique est rarement utilisé : mots en langue étrangère, titres d'œuvres, noms de bateaux, etc.
- Les citations ne sont pas en italique mais en corps de texte normal. Elles sont entourées par des guillemets français : « et ».
- Les listes à puces sont à éviter, des paragraphes rédigés étant largement préférés. Les tableaux sont à réserver à la présentation de données structurées (résultats, etc.).
- Les appels de note de bas de page (petits chiffres en exposant, introduits par l'outil «  Source ») sont à placer entre la fin de phrase et le point final[comme ça].
- Les liens internes (vers d'autres articles de Wikipédia) sont à choisir avec parcimonie. Créez des liens vers des articles approfondissant le sujet. Les termes génériques sans rapport avec le sujet sont à éviter, ainsi que les répétitions de liens vers un même terme.
- Les liens externes sont à placer uniquement dans une section « Liens externes », à la fin de l'article. Ces liens sont à choisir avec parcimonie suivant les règles définies. Si un lien sert de source à l'article, son insertion dans le texte est à faire par les notes de bas de page.
- La présentation des références doit suivre les conventions bibliographiques. Il est recommandé d'utiliser les modèles {{Ouvrage}}, {{Chapitre}}, {{Article}}, {{Lien web}} et/ou {{Bibliographie}}. Le mode d'édition visuel peut mettre en forme automatiquement les références.
- Insérer une infobox (cadre d'informations à droite) n'est pas obligatoire pour parachever la mise en page.

Pour une aide détaillée, merci de consulter Aide:Wikification.
Si vous pensez que ces points ont été résolus, vous pouvez retirer ce bandeau et améliorer la mise en forme d'un autre article.

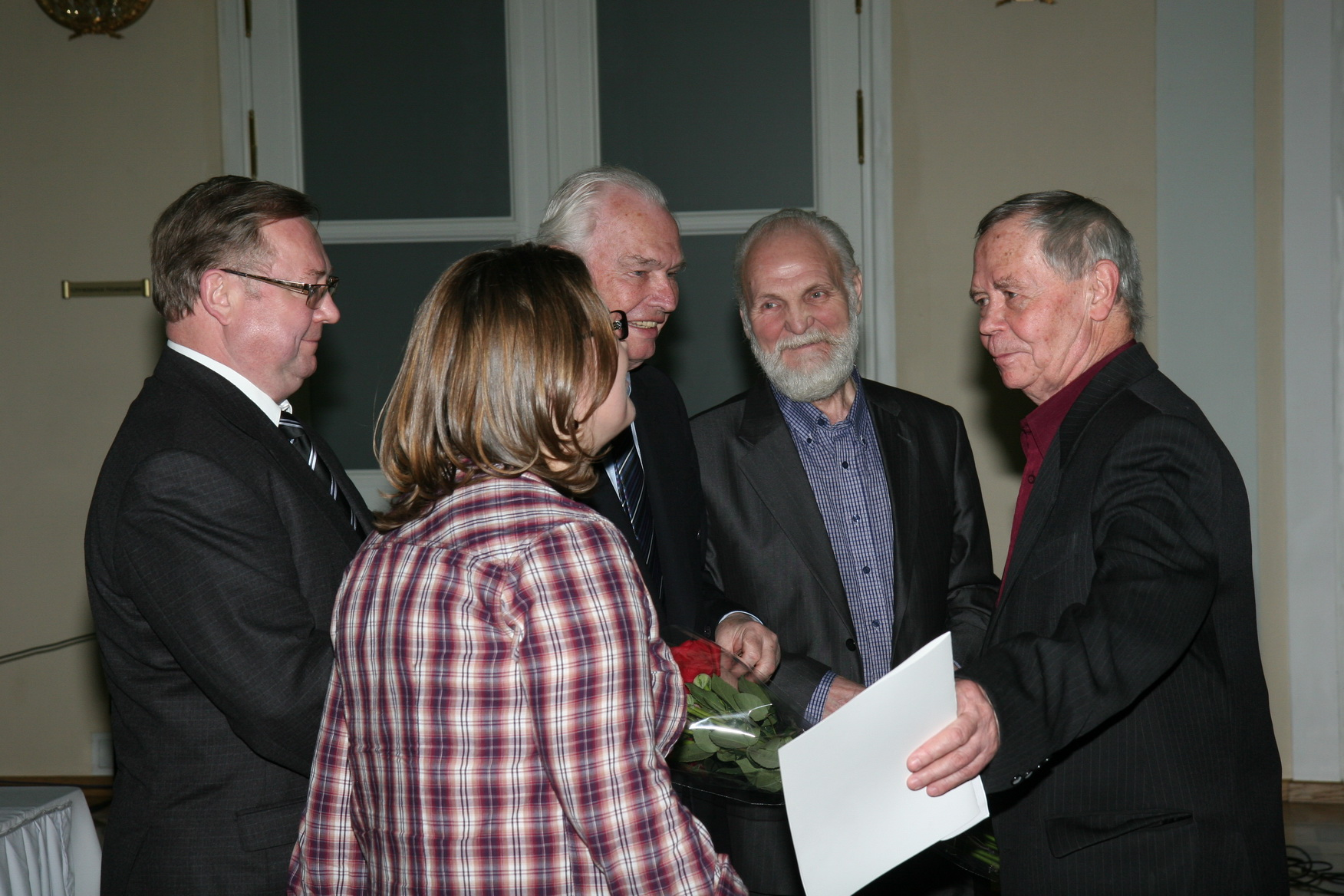
Le 1er décembre 2011, la Bibliothèque d'État russe (Maison Pachkov) a accueilli une cérémonie de remise du Grand Prix littéraire de Russie pour 2011.

La Prose de village (en russe : Деревенская проза ou Деревенская литература) est un mouvement littéraire soviétique qui a émergé pendant la période de dégel sous Khrouchtchev et qui a connu son apogée dans les années 1970 sous l'ère Brejnev. Ce courant littéraire se distingue par sa focalisation sur la vie rurale en Union soviétique, mettant en lumière les conditions de vie difficiles dans les campagnes et les contradictions inhérentes au système soviétique.

## Contexte historique et origines
Dès le début des années 1930, les dirigeants soviétiques encouragent les écrivains à se tourner vers les campagnes pour y trouver leurs héros. Lors du premier congrès de l'Union des écrivains en 1934, Andreï Jdanov déclare que les écrivains soviétiques doivent célébrer les « constructeurs actifs de la vie nouvelle », en premier lieu les ouvriers et les paysans kolkhoziens. Dans cette optique, de nombreux auteurs sont envoyés dans des kolkhozes et des usines pour s'immerger dans la réalité des travailleurs. Le courant est alors imprégnés par les valeurs du réalisme soviétique.
Cependant, la Prose de la campagne des années 1970 se distingue par un ton plus critique et par sa représentation sans concession de la vie rurale. Ce courant littéraire émerge dans un contexte où les liens entre le Parti communiste de l'Union soviétique et les nationalistes russes et soviétiques se sont renforcés, ce qui conduit à des paradoxes idéologiques notables.

## Les auteurs et leurs œuvres

### Une littérature critique
La Prose de la campagne regroupe des écrivains de talent, dont certains sont issus de la paysannerie et écrivent dans une langue proche de celle du peuple. Parmi les auteurs les plus représentatifs, on trouve Valentin Raspoutine, Viktor Astafiev, Vassili Biélov, Boris Mojaïev, Efim Doroch, et Vassili Choukchine. Ces écrivains, qui ont émergé dans les années 1960, ont marqué les années 1970 par leurs œuvres qui dépeignent une réalité rurale sombre et souvent désespérée.
Valentin Raspoutine, l'un des principaux représentants de ce mouvement, explore dans ses romans et récits l'importance de la terre, de la nature et des traditions, tout en dénonçant les ravages causés par la modernisation. Son œuvre L'Adieu à l'île (1976), adaptée au cinéma sous le nom d'Adieu à Matiora, raconte l'histoire des habitants d'un village contraints de quitter leur terre ancestrale en raison de la construction d'un barrage, symbolisant la fin d'un monde et la disparition des traditions.
Viktor Astafiev, dans son roman Le Tsar-poisson, décrit un Nord de la Russie dépeuplé et brutal, où ne restent que des braconniers alcooliques. Cette œuvre, saluée pour sa qualité littéraire, montre une Russie rurale dévastée par les politiques soviétiques, loin de l'idéal marxiste-léniniste.

### Une littérature nationaliste
La Prose de la campagne est souvent associée à un nationalisme russe qui, paradoxalement, trouve un certain soutien auprès des autorités soviétiques. Cette littérature se distingue par sa dénonciation des effets dévastateurs de la collectivisation et de la modernisation sur les campagnes russes, tout en s'inscrivant dans un discours qui valorise les traditions et l'identité russe.
Le succès de cette littérature, tant auprès du public que des autorités, révèle les contradictions de l'idéologie soviétique. Alors que les écrivains ruralistes décrivent une réalité souvent sordide, ils sont récompensés par des prix prestigieux, soulignant le fossé entre les slogans officiels et la réalité vécue par les paysans soviétiques. Après la chute de l'URSS, des idéologues nationalistes comme Alexandre Prokhanov récupéreront les thèses soutenues par ces auteurs nourrissant le nationalisme russe.

## Héritage et impact sur la société russe
La Prose de la campagne reste un témoin important des tensions idéologiques et sociales en Union soviétique. Elle reflète à la fois la misère des campagnes et les aspirations nationalistes, tout en critiquant les échecs des politiques agricoles soviétiques. Ce mouvement littéraire a marqué une rupture avec la littérature soviétique précédente, qui exaltait souvent les succès de la collectivisation et les réalisations du socialisme rural.
Malgré les critiques implicites du système soviétique présentes dans leurs œuvres, les écrivains de la Prose de la campagne ont reçu de nombreux prix officiels, témoignant du paradoxe d'une littérature qui dénonce les maux du système tout en étant reconnue par celui-ci. Vassili Choukchine, par exemple, a reçu le Prix d'État de l'URSS en 1971, suivi d'un Prix Lénine posthume en 1976. Valentin Raspoutine, quant à lui, a été couronné de deux Prix d'État de l'URSS, en 1977 et en 1987 .
Cette reconnaissance officielle, couplée à un large succès public, révèle l'ambiguïté de la position de ces écrivains au sein de l'Union soviétique. Ils incarnaient à la fois une voix critique et une forme de retour aux valeurs traditionnelles qui résonnait avec les aspirations nationalistes de certaines factions au sein du régime.
1. 1 2 3  « Les paradoxes de la « prose de la campagne » soviétique : quand le nationalisme… », sur ens-lyon.fr (consulté le 23 août 2024).
2. ↑  « Qui sont les écrivains du village. Prose villageoise », sur gigafox.ru (consulté le 23 août 2024)
3. ↑  L'adieu à l'île - Valentin Raspoutine - Macha Publishing - Grand format - La Boîte à Livres TOURS (lire en ligne)
4. ↑  « Nouvelle Russie, nouvel Empire : le rêve de Prokhanov », sur Cogito, 27 novembre 2022 (consulté le 23 août 2024)